# Saleh Kebzabo
Saleh Kebzabo (in arabo صالح كبزابو‎?; Léré, 27 marzo 1947) è un politico e giornalista ciadiano.
È presidente dell'Unione nazionale per la democrazia e il rinnovamento (UNDR) e vicepresidente dell'Assemblea nazionale del Ciad. È stato nominato Primo ministro il 12 ottobre 2022 con un decreto di Mahamat Idriss Déby Itno, capo della giunta militare e presidente ad interim del Ciad.